# Bundestagswahlkreis Duisburg II
Der Wahlkreis Duisburg II (Wahlkreis 115; bis zur Bundestagswahl 2021 Wahlkreis 116) ist ein Bundestagswahlkreis in Nordrhein-Westfalen. Er umfasst den Norden der kreisfreien Stadt Duisburg mit den Stadtbezirken Walsum, Hamborn, Meiderich/Beeck und Homberg/Ruhrort/Baerl sowie dem Stadtteil Duissern aus dem Stadtbezirk Mitte. Der Wahlkreis gilt als SPD-Hochburg.

## Wahlkreisgeschichte
Zur Bundestagswahl 1980 wurde der Zuschnitt des Wahlkreises erheblich verändert. Der Wahlkreis umfasst seitdem den Norden der Stadt Duisburg.
| Wahl      | Wahlkreisname   | Gebiet |
| --------- | --------------- | --- |
| 1949–1961 | 93 Duisburg II  | Von Duisburg das Gebiet südlich der Ruhr sowie die Stadtteile Laar und Ruhrort                                             |
| 1965–1976 | 91 Duisburg II  | Von Duisburg das Gebiet südlich der Ruhr                                                                                   |
| 1980–1998 | 85 Duisburg II  | Stadtbezirke Walsum, Hamborn, Meiderich/Beeck und Homberg/Ruhrort/Baerl                                                    |
| 2002–2009 | 117 Duisburg II | Stadtbezirke Walsum, Hamborn, Meiderich/Beeck und Homberg/Ruhrort/Baerl                                                    |
| 2013–2021 | 116 Duisburg II | Stadtbezirke Walsum, Hamborn, Meiderich/Beeck und Homberg/Ruhrort/Baerl sowie vom Stadtbezirk Mitte der Stadtteil Duissern |
| 2025–     | 115 Duisburg II | Stadtbezirke Walsum, Hamborn, Meiderich/Beeck und Homberg/Ruhrort/Baerl sowie vom Stadtbezirk Mitte der Stadtteil Duissern |

## Wahlkreisabgeordnete
| Wahl | Abgeordneter | Abgeordneter        | Partei | Stimmen in % |
| ---- | ------------ | ------------------- | ------ | ------------ |
| 1949 |              | Gustav Sander       | SPD    | 36,6         |
| 1953 |              | Fritz Berendsen     | CDU    | 50,1         |
| 1957 | 52,8         | Fritz Berendsen     | CDU    |              |
| 1961 |              | Hanns Theis         | SPD    | 45,1         |
| 1965 |              | Hermann Spillecke   | SPD    | 51,4         |
| 1969 | 56,0         | Hermann Spillecke   | SPD    |              |
| 1972 | 62,6         | Hermann Spillecke   | SPD    |              |
| 1976 | 57,5         | Hermann Spillecke   | SPD    |              |
| 1980 |              | Günter Schluckebier | SPD    | 65,3         |
| 1983 | 62,7         | Günter Schluckebier | SPD    |              |
| 1987 | 63,6         | Günter Schluckebier | SPD    |              |
| 1990 | 60,0         | Günter Schluckebier | SPD    |              |
| 1994 | 62,6         | Günter Schluckebier | SPD    |              |
| 1998 |              | Johannes Pflug      | SPD    | 66,4         |
| 2002 | 63,1         | Johannes Pflug      | SPD    |              |
| 2005 | 61,6         | Johannes Pflug      | SPD    |              |
| 2009 | 47,4         | Johannes Pflug      | SPD    |              |
| 2013 |              | Mahmut Özdemir      | SPD    | 43,2         |
| 2017 | 34,8         | Mahmut Özdemir      | SPD    |              |
| 2021 | 39,4         | Mahmut Özdemir      | SPD    |              |
| 2025 | 33,3         | Mahmut Özdemir      | SPD    |              |

## Wahlergebnisse

### Bundestagswahl 2025
| Kandidaten                                             | Kandidaten                  | Parteien/Listen       | Erststimmen | Erststimmen | Zweitstimmen | Zweitstimmen |
| Kandidaten                                             | Kandidaten                  | Parteien/Listen       | Stimmen     | %           | Stimmen      | %            |
| ------------------------------------------------------ | --------------------------- | --------------------- | ----------- | ----------- | ------------ | ------------ |
|                                                        | Mahmut Özdemirgewählt im WK | SPD                   | 36.731      | 33,3        | 28.032       | 25,3         |
|                                                        | Björn Pollmer               | CDU                   | 21.791      | 19,7        | 21.520       | 19,4         |
|                                                        | Felix Banaszak              | Bündnis 90/Die Grünen | 7.599       | 6,9         | 7.268        | 6,6          |
|                                                        | Markus Giesler              | FDP                   | 2.394       | 2,2         | 2.948        | 2,7          |
|                                                        | Sascha Lensing              | AfD                   | 29.445      | 26,7        | 27.428       | 24,8         |
|                                                        | Hüseyin-Kenan Aydın         | Die Linke             | 9.976       | 9,0         | 12.272       | 11,1         |
|                                                        | Stefanie Kreitz             | Freie Wähler          | 1.575       | 1,4         | 539          | 0,5          |
|                                                        | –                           | Tierschutzpartei      | –           | –           | 1.920        | 1,7          |
|                                                        | –                           | dieBasis              | –           | –           | 201          | 0,2          |
|                                                        | –                           | Die PARTEI            | –           | –           | 650          | 0,6          |
|                                                        | –                           | Todenhöfer            | –           | –           | 504          | 0,5          |
|                                                        | –                           | Volt                  | –           | –           | 396          | 0,4          |
|                                                        | Peter Römmele               | MLPD                  | 359         | 0,3         | 122          | 0,1          |
|                                                        | –                           | PdF                   | –           | –           | 166          | 0,1          |
|                                                        | –                           | Bündnis Deutschland   | –           | –           | 155          | 0,1          |
|                                                        | –                           | BSW                   | –           | –           | 6.472        | 5,8          |
|                                                        | –                           | MERA25                | –           | –           | 98           | 0,1          |
|                                                        | –                           | WerteUnion            | –           | –           | 61           | 0,1          |
|                                                        | Dietmar Gaisenkersting      | Einzelbewerber        | 560         | 0,5         | –            | –            |
| Gesamt                                                 | Gesamt                      | Gesamt                | 110.430     | 100         | 110.752      | 100          |
|                                                        |                             |                       |             |             |              |              |
| Ungültige Stimmen                                      | Ungültige Stimmen           | Ungültige Stimmen     | 1.417       | 1,3         | 1.095        | 1,0          |
| Wähler                                                 | Wähler                      | Wähler                | 111.847     | 73,4        | 111.847      | 73,4         |
| Wahlberechtigte                                        | Wahlberechtigte             | Wahlberechtigte       | 152.391     |             | 152.391      |              |
|                                                        |                             |                       |             |             |              |              |
| Quellen: Die Bundeswahlleiterin, Kandidaten – Ergebnis |                             |                       |             |             |              |              |

### Bundestagswahl 2021
| Kandidaten                                            | Kandidaten                  | Parteien/Listen      | Erststimmen | Erststimmen | Zweitstimmen | Zweitstimmen |
| Kandidaten                                            | Kandidaten                  | Parteien/Listen      | Stimmen     | %           | Stimmen      | %            |
| ----------------------------------------------------- | --------------------------- | -------------------- | ----------- | ----------- | ------------ | ------------ |
|                                                       | Volker Mosblech             | CDU                  | 19.404      | 20,0        | 18.168       | 18,7         |
|                                                       | Mahmut Özdemirgewählt im WK | SPD                  | 38.162      | 39,4        | 35.842       | 36,9         |
|                                                       | Markus Giesler              | FDP                  | 6.901       | 7,1         | 7.913        | 8,1          |
|                                                       | Rainer Holfeld              | AfD                  | 13.361      | 13,8        | 11.834       | 12,2         |
|                                                       | Felix Banaszak              | GRÜNE                | 10.518      | 10,9        | 10.287       | 10,6         |
|                                                       | Christian Leye              | DIE LINKE            | 4.889       | 5,1         | 4.508        | 4,6          |
|                                                       | –                           | Die PARTEI           | –           | –           | 1.235        | 1,3          |
|                                                       | –                           | Tierschutzpartei     | –           | –           | 2.022        | 2,1          |
|                                                       | –                           | PIRATEN              | –           | –           | 379          | 0,4          |
|                                                       | Mark Altenschmidt           | FREIE WÄHLER         | 1.263       | 1,3         | 674          | 0,7          |
|                                                       | –                           | NPD                  | –           | –           | 236          | 0,2          |
|                                                       | –                           | ÖDP                  | –           | –           | 56           | 0,1          |
|                                                       | –                           | V-Partei³            | –           | –           | 90           | 0,1          |
|                                                       | –                           | Gesundheitsforschung | –           | –           | 164          | 0,2          |
|                                                       | Peter Römmele               | MLPD                 | 313         | 0,3         | 172          | 0,2          |
|                                                       | –                           | Die Humanisten       | –           | –           | 81           | 0,1          |
|                                                       | –                           | DKP                  | –           | –           | 41           | 0,0          |
|                                                       | –                           | SGP                  | –           | –           | 15           | 0,0          |
|                                                       | Beate Buchta                | dieBasis             | 1.007       | 1,0         | 755          | 0,8          |
|                                                       | –                           | Bündnis C            | –           | –           | 73           | 0,1          |
|                                                       | –                           | du.                  | –           | –           | 63           | 0,1          |
|                                                       | –                           | LIEBE                | –           | –           | 186          | 0,2          |
|                                                       | –                           | LKR                  | –           | –           | 26           | 0,0          |
|                                                       | –                           | PdF                  | –           | –           | 38           | 0,0          |
|                                                       | –                           | LfK                  | –           | –           | 128          | 0,1          |
|                                                       | –                           | Team Todenhöfer      | –           | –           | 1.980        | 2,0          |
|                                                       | –                           | Volt                 | –           | –           | 200          | 0,2          |
|                                                       | Marliese Barbara Lenz       | Einzelbewerber       | 130         | 0,1         | –            | –            |
|                                                       | Ayfer Saygili               | Einzelbewerber       | 314         | 0,3         | –            | –            |
|                                                       | Roland Helmer               | UNABHÄNGIGE          | 547         | 0,6         | –            | –            |
| Gesamt                                                | Gesamt                      | Gesamt               | 96.809      | 100         | 97.166       | 100          |
|                                                       |                             |                      |             |             |              |              |
| Ungültige Stimmen                                     | Ungültige Stimmen           | Ungültige Stimmen    | 1.530       | 1,6         | 1.173        | 1,2          |
| Wähler                                                | Wähler                      | Wähler               | 98.339      | 63,3        | 98.339       | 63,3         |
| Wahlberechtigte                                       | Wahlberechtigte             | Wahlberechtigte      | 155.265     |             | 155.265      |              |
|                                                       |                             |                      |             |             |              |              |
| Quellen: Die Bundeswahlleiterin, Kandidaten – Stimmen |                             |                      |             |             |              |              |

### Bundestagswahl 2017
Amtliches Ergebnis der Bundestagswahl 2017:
| Direktkandidat        | Partei                | Erststimmen in % | Zweitstimmen in % |
| --------------------- | --------------------- | ---------------- | ----------------- |
| Volker Peter Mosblech | CDU                   | 26,4             | 22,4              |
| Mahmut Özdemir        | SPD                   | 34,7             | 34,1              |
| Frank Albrecht        | FDP                   | 7,0              | 8,2               |
| Felix Banaszak        | Bündnis 90/Die Grünen | 4,6              | 4,4               |
| Kretschmer            | Die Linke             | 8,9              | 8,4               |
| Peter Römmele         | MLPD                  | 0,4              | 0,2               |
| Solms                 | AfD                   | 16,6             | 15,5              |
|                       | Sonstige              | 1,4              | 6,9               |

- *Die Wahlbeteiligung von 64,8 Prozent ist die niedrigste Wahlbeteiligung aller 299 Bundestagswahlkreise.[3]

### Bundestagswahl 2013
Amtliches Ergebnis der Bundestagswahl 2013:
| Direktkandidat         | Partei                | Erststimmen in % | Zweitstimmen in % |
| ---------------------- | --------------------- | ---------------- | ----------------- |
| Volker Peter Mosblech  | CDU                   | 29,6             | 26,6              |
| Mahmut Özdemir         | SPD                   | 43,2             | 43,0              |
| Frank Albrecht         | FDP                   | 1,6              | 2,8               |
| Matthias Schneider     | Bündnis 90/Die Grünen | 5,2              | 5,2               |
| Lukas Maximilian Hirtz | Die Linke.            | 8,6              | 8,8               |
| Kurt Alexander Klein   | PIRATEN               | 2,8              | 2,4               |
| Sven Peter Stölting    | NPD                   | 4,5              | 3,4               |
| Jürgen Blumer          | MLPD                  | 0,3              | 0,2               |
| Alan Daniel Imamura    | AfD                   | 4,1              | 5,1               |
|                        | Sonstige              | -                | 2,6               |

### Bundestagswahl 2009
| Direktkandidat     | Partei                | Erststimmen in % | Zweitstimmen in % | Bundestagswahl 2005 Zweitstimmen in % |
| ------------------ | --------------------- | ---------------- | ----------------- | ------------------------------------- |
| Johannes Pflug     | SPD                   | 47,4             | 40,7              | 55,3                                  |
| Volker Mosblech    | CDU                   | 26,4             | 23,3              | 21,1                                  |
| Thomas Wolter      | FDP                   | 5,5              | 8,4               | 5,5                                   |
| Matthias Schneider | Bündnis 90/Die Grünen | 5,8              | 7,0               | 6,0                                   |
| Hüseyin Aydin      | Die Linke             | 11,2             | 13,8              | 7,9                                   |
| –                  | REP                   | –                | 0,6               | 0,6                                   |
| –                  | Die Tierschutzpartei  | –                | 0,9               | 0,7                                   |
| Rudi Theißen       | NPD                   | 3,1              | 2,1               | 1,6                                   |
| –                  | Familie               | –                | 0,5               | 0,5                                   |
| –                  | PIRATEN               | –                | 1,6               | -                                     |
| –                  | RENTNER               | –                | 0,5               | -                                     |
| –                  | Zentrum               | –                | 0,2               | 0,0                                   |
| –                  | BüSo                  | –                | 0,0               | 0,0                                   |
| –                  | Volksabstimmung       | –                | 0,1               | 0,1                                   |
| Jürgen Blumer      | MLPD                  | 0,3              | 0,2               | 0,2                                   |
| –                  | PSG                   | –                | 0,0               | 0,0                                   |
| –                  | RRP                   | –                | 0,2               | -                                     |
| –                  | ödp                   | –                | 0,1               | -                                     |
| –                  | DVU                   | –                | 0,1               | -                                     |